# Louise Currie
Louise Currie, nata Louise Gunter (Oklahoma City, 7 aprile 1913 – Santa Monica, 8 settembre 2013), è stata un'attrice statunitense.

## Filmografia parziale

### Cinema
- Billy the Kid Outlawed, regia di Sam Newfield (1940)
- Billy the Kid's Gun Justice, regia di Sam Newfield (1940)
- The Pinto Kid, regia di Lambert Hillyer (1941)
- Adventures of Captain Marvel, regia di William Witney e John English (1941) - serial
- Quarto potere (Citizen Kane), regia di Orson Welles (1941) - non accreditata
- Double Trouble, regia di William West (1941)
- The Bashful Bachelor, regia di Malcolm St. Clair (1942)
- Stardust on the Sage, regia di William Morgan (1942)
- L'uomo scimmia (The Ape Man), regia di William Beaudine (1943)
- The Masked Marvel, regia di Spencer Gordon Bennet (1943) - serial
- Million Dollar Kid, regia di Wallace Fox (1944)
- Voodoo Man, regia di William Beaudine (1944)
- Alì Babà e i 40 ladroni (Ali Baba and the Forty Thieves), regia di Arthur Lubin (1944)
- Gun Town, regia di Wallace Fox (1946)
- Backlash, regia di Eugene Forde (1947)
- Three on a Ticket, regia di Sam Newfield (1947)
- The Crimson Key, regia di Eugene Forde (1947)
- Second Chance, regia di James Tinling (1947)
- L'anello cinese (The Chinese Ring), regia di William Beaudine (1947)
- Sogni ad occhi aperti (Queen for a Day), regia di Arthur Lubin

### Televisione
- Fireside Theater - un episodio (1952)
- Squadra mobile (Racket Squad) - 2 episodi (1951, 1953)
- Steve Donovan, Western Marshal - un episodio (1956)